# 玛吻沙蚕
玛吻沙蚕（学名：Glycera manorae）为吻沙蚕科吻沙蚕属的动物。分布于阿拉伯海、卡拉奇以及中国大陆的南海北部湾等地。